# Gramophonedzie
Gramophonedzie (eigentlich Marko Miličević) ist ein serbischer DJ aus Belgrad.

## Biografie
Miličević begann als Teenager mit dem DJing und produzierte später Musik für Werbespots und Filme und unter anderem auch die Titelmusik für die Fernsehshow Big Brother in seiner Heimat. Außerdem arbeitete er mit Basement Jaxx, Roger Sanchez, Bob Sinclar und anderen zusammen.
Einen internationalen Hit hatte der Serbe unter dem Projektnamen Gramophonedzie, unter dem er seit 2006 veröffentlicht, mit Why Don’t You. Das Stück basiert auf dem Swing-Jazz-Song Why Don’t You Do Right? in der Aufnahme von Peggy Lee aus dem Jahr 1947, das in dem Stück gesampelt wird. Ursprünglich war es ein Bluessong, den Kansas Joe McCoy 1936 für seine Harlem Hamfats geschrieben und später überarbeitet und umgetextet hatte. Why Don't You wurde im Sommer 2009 ein Dancefloorhit in Ibiza und eroberte 2010 die Clubs in Rest Europas. Im März stieg das Lied auf Platz 2 der British Dance Charts und auf Platz 12 der UK-Singlecharts.
Bei den MTV Europe Music Awards 2010 gewann Gramophonedzie die regionale Auszeichnung für den besten Künstler der Adria-Region.

## Diskografie
Singles
- Jackin' Beats EP (2007)
- Swingin' with the Fishes! (2009)
- More I Get (2009)
- Why Don't You (2010)
- Street Lady (2010)
- Brazilian (2010)